# Une aventure secrète de Marie-Antoinette
Ne doit pas être confondu avec Une aventure de Marie-Antoinette.
Pour plus de détails, voir Fiche technique et Distribution.
Une aventure secrète de Marie-Antoinette est un film muet français réalisé par Camille de Morlhon, sorti en 1910.

## Fiche technique
- Titre : Une aventure secrète de Marie-Antoinette
- Réalisation : Camille de Morlhon
- Scénario : Camille de Morlhon
- Photographie :
- Montage :
- Société de production : Série d'Art Pathé frères (SAPF)
- Société de distribution : Pathé frères
- Pays d'origine :  France
- Langue : français
- Métrage : 290 mètres dont 248 en couleurs
- Format : Couleurs et Noir et blanc — 35 mm — 1,33:1 — Muet
- Genre : Film dramatique, Film biographique, Film historique
- Durée : 9 minutes 40
- Dates de sortie : 
  -  France : 17 juin 1910

## Distribution
- Yvonne Mirval : Marie-Antoinette
- Georges Wague : l'officier